# Bartlettina heydeana
Bartlettina heydeana, vrsta glavočika nekada smještena u monotipski biljni rod Amolinia, dio tribusa Eupatorieae. B. heydeana  ili A. heydeana je iz Chiapasa, Gvatemale i možda Salvadora.

## Opis
Amolinia, kako je još priznaje Kew, uključuje jednu drvenastu vrstu (drvo ili grm) iz južnog Meksika i Gvatemale koja je izvorno bila smještena u široki koncept Eupatorija na temelju svojih 5-rebrastih cipsela koje imaju papus od čekinja. Iako King i Robinson (1987.) navode da je najbliži Bartlettini, molekularni podaci slažu se s kromosomskim podacima i svrstavaju ga u kladu x=10 meksičkih rodova, uključujući Koanophyllon, Flyriella i meksičku vrstu Chromolaena.
Kao Bartlettina heydeana na popisu je Eol-a i GBIF-a.

## Sinonimi
- Amolinia heydeana (B.L.Rob.) R.M.King & H.Rob.; Phytologia 24: 266 (1972)
- Eupatorium heydeanum B.L.Rob.; Proc. Amer. Acad. Arts 35: 335 (1900)